# مغزرة بنفسجية
مغزرة بنفسجية (الاسم العلمي:Polygala violacea) هي نوع نباتي يتبع جنس المغزرة من فصيلة المغزرية.